# Teddy's Bigger Burgers
Teddy's Bigger Burgers（テディーズビガーバーガー）は、アメリカ合衆国ハワイ州発祥のハンバーガーショップである。

## 概要
「自宅のガーデンバーベキューで作るようなクオリティの高いハンバーガーを、ファストフードくらいの気軽さ、手頃さで提供する」ことをモットーとして、現オーナーであるTed TsakirisとRich Stulaにより創業された。
ハワイの様々なジャンルの「ナンバー1」を決める「HAWAII'S BEST」（ホノルル・スター・アドバタイザー紙）において、「ハワイのベストハンバーガー」（英語: HAWAII'S BEST HAMBURGER）に2001年から16年連続で選ばれている。

## 沿革
- 1998年4月 オアフ島ホノルルのダイヤモンドヘッド山麓に最初の Teddy's Bigger Burgers が開店。
- 1999年 2番目の Teddy's Bigger Burgers がカイルア (ハワイ州ホノルル郡)に開店。
- 2005年 Bigger Franchises, LLCを設立。
- 2007年 初のフランチャイズ店が開店。
- 2009年8月 日本国内初のフランチャイズ店が東京都渋谷区神宮前に開店。
- 2022年6月にフランチャイズの東京都目黒区にある中目黒店が閉店